# Phytodietus semirufus
Phytodietus semirufus är en stekelart som beskrevs av Loan 1981. Phytodietus semirufus ingår i släktet Phytodietus och familjen brokparasitsteklar. Inga underarter finns listade i Catalogue of Life.